# Karolin (Olsztyn)
Karolin – osiedle Olsztyna położone w dwóch dzielnicach: osiedle Podleśna (część zachodnia) i osiedle Zielona Górka (część wschodnia).